# Кельтіна
Принцеса Кельтіна (дав.-гр. Κελτινη, трансліт. Келтіне) або Кельто (дав.-гр. Κελτω, трансліт. Келто) — головна героїня кельтського міфу про предків, який був записаний кількома греко-римськими авторами.

## Міфологія
Греко-римський автор Діодор Сицилійський записав одну версію кельтського генеалогічного міфу. Розповідь Діодура пов'язує героя з заснуванням Алезії:
Країною Келтіке правив відомий цар, дочка якого була надзвичайно висока на зріст і вродливіша за всіх інших дівчат, через що вважала кожного чоловіка, який просив її руки, негідним її і відкидала їх. «Гераклій» під час своєї боротьби з «Геріоном» відвідав Келтіку і заснував там місто Алезію. Царська дочка була вражена його фізичною досконалістю і народила від нього сина на ім'я Галатес, який був праведнішим і сильнішим за всіх юнаків свого племені. Коли Галатес досяг повноліття, він став царем і великим воїном, завоювавши значну частину територій, що оточували територію його племені. Завдяки хоробрості Галатес назвав своїх підданих Галатаями (тобто галлами), а вони, в свою чергу, дали своє ім'я Галатії (тобто Галлії).
Грецький автор Парфеній Нікейський записав іншу версію цього кельтського генеалогічного міфу:
Коли «Геракл» вів худобу «Геріона» з Еритеї, він пройшов через землі кельтів і потрапив до двору короля Бретанноса, у якого була дочка на ім'я Кельтіна. Кельтіна закохалася в Геракла, сховала його худобу і відмовилася повернути її, якщо він не буде з нею кохатися. «Геракл» погодився, і від їхнього союзу народився Кельт, від якого і пішли кельти.
Третя версія кельтського генеалогічного міфу була записана в Etymologicum Magnum:
Дочка царя Бретані Кельто закохалася в Геракла і попросила його вступити з нею в статевий зв'язок. Коли це сталося, він залишив їй лук і сказав, що якщо від їхнього союзу народиться син, то він стане царем, якщо зможе натягнути лук. Сином Геракла і Кельто був Кельт, від якого і пішли кельти.
Комбінація трьох версій створює загальний наратив:
У Келтіке, тобто кельтській країні, король Бретан(н)ос мав доньку на ім'я Кельтіна або Кельто, яка закохалася в «Геракла», який переганяв худобу Геріона з Іберії до Тірінфу. Кельтіна/Кельто вкрала худобу «Геракла», щоб змусити його мати з нею статевий акт, і від їхнього союзу народився син на ім'я Галат або Кельт, якому мати подарувала лук, залишений «Гераклом». Галат/Кельт став царем після того, як натягнув лук «Геракла». Від цього царя походили кельти.

### Інші свідчення
У подібній розповіді, джерелом якої є автор Тимаген, Геракл бореться з «тиранами» Геріоном і Тавріском і звільняє Галлію. Натомість він кохається з місцевою знатною жінкою, яка народжує багато дітей. Крім того, саме під час свого Десятого подвигу Геракл мандрує Галльським узбережжям.
Інша розповідь поета Сілія Італіка (цього разу вставлена в його епічну поему) розповідає про Геракла, який провів худобу Геріона та зустрів царя Бебруса. Грецький герой також має статевий зв'язок з його донькою Піреною, і вона народжує змію. Присоромлена, вона ховається в печерах, і зрештою її вбивають дикі тварини. Геракл знаходить її понівечене тіло і плаче над своїм втраченим коханням.

## Порівняльна міфологія

### Основоположний міф
Ця легенда була дуже подібна до генеалогічного міфу скіфів, із загальними елементами, зокрема «Геракл», який переганяв худобу Геріона з Іберії до Греції, а потім зустріч із місцевою жінкою, яка викрала його коней, статевий акт із жінкою та народження від цього союзу сина, який заснував націю та став царем, натягнувши лук свого батька.
Отримання золотих предметів молодшим сином «Геракла» у першій версії скіфського генеалогічного міфу має точну паралель з успадкуванням лука «Геракла» Галатом/Кельтом у кельтському генеалогічному міфі, що відповідає кельтському спадковому праву, згідно з яким при розподілі спадщини між братами наймолодший отримував маєток, усі будівлі, 8 акрів землі, сокиру, казан і сошник.
Проте, між скіфськими та кельтськими генеалогічними міфами були також деякі відмінності:
- у скіфському міфі дружина «Геракла» була змієнога богиня, тоді як у кельтському міфі вона була прекрасною принцесою;
- в скіфському міфі були викрадені коні колісниці «Геракла», тоді як у кельтському міфі була викрадена худоба Геріона, яку вів «Геракл»;
- у скіфському міфі від союзу «Гераклеса» та місцевої жінки народилося троє синів, у кельтському — лише один син.

Незважаючи на їхню схожість, точний зв'язок між скіфськими та кельтськими генеалогічними міфами досі не з'ясований.

### Іноземна царівна і змій
Змієподібний нащадок від Геракла та принцеси Піренеї спочатку здається дивним, але це може бути ремінісценцією оповідного циклу, що включає засновника, Геракла та змія (зазвичай Єхидну). У першій версії, можливо, йдеться про Геракла, героя-цивілізатора, який перемагає дике змієподібне створіння, народжене від місцевої жінки (яка також могла бути змієподібною). Пізніша друга версія покінчила б зі змієподібними істотами, а Геракл став би нареченим місцевої принцеси. Той самий цикл можна порівняти з історіями про Кельтіну/Кельто та безіменну принцесу, які були предками героїв Кельта та Галата.